# クッパー細胞
クッパー細胞（クッパーさいぼう、英： Kupffer cell）とは、肝臓を構成する微小組織の一つで、類洞に存在するマクロファージの一種。
1867年にドイツの解剖学者カール・ヴィルヘルム・フォン・クッパーによって報告された。この時発見された細胞は後日伊東細胞であったことが判明している。
クッパー細胞は、物質の貪食取り込みを行う免疫機能を有する。